# 리히텐슈타인뛰는쥐
리히텐슈타인뛰는쥐(Eremodipus lichtensteini)는 뛰는쥐과에 속하는 설치류의 일종이다. 리히텐슈타인뛰는쥐속(Eremodipus)의 유일종이다. 카자흐스탄에서 발견된다.